# Lestijoen yläjuoksu ja Paukaneva
Lestijoen yläjuoksu ja Paukaneva este o arie protejată (arie specială de conservare — SAC, sit de importanță comunitară — SCI) din Finlanda întinsă pe o suprafață de 1.551 ha, integral pe uscat.

## Localizare
Centrul sitului Lestijoen yläjuoksu ja Paukaneva este situat la coordonatele 63°37′34″N 24°35′15″E / 63.6261°N 24.5875°E.

## Înființare
Situl Lestijoen yläjuoksu ja Paukaneva a fost declarat sit de importanță comunitară în august 1998 pentru a proteja 2 specii de animale. Situl a fost protejat și ca arie specială de conservare în aprilie 2015.

## Biodiversitate
Situată în ecoregiunea boreală, aria protejată conține 8 habitate naturale: Lacuri și iazuri distrofice naturale, Râuri naturale fino-scandinave, Cursuri de apă de la nivel de câmpie la nivel montan, cu vegetație Ranunculion fluitantis și Callitricho-Batrachion, Turbării active, Mlaștini turboase de tranziție și turbării mișcătoare, Turbării Aapa, Taiga vestică, Mlaștini împădurite.
La baza desemnării sitului se află mai multe specii protejate de  mamifere (2): vidră de râu (Lutra lutra), Rangifer tarandus fennicus.
Pe lângă speciile protejate, pe teritoriul sitului au mai fost identificate 9 specii de plante, 27 de specii de păsări, 2 specii de pești.